# Muzea w województwie mazowieckim
Muzea województwa mazowieckiego – muzea mające siedziby na terenie województwa mazowieckiego.
Placówki są prowadzone przez jednostki samorządu terytorialnego (województwo, powiat, gmina (miasto)), osoby prawne, kościoły i związki wyznaniowe, szkoły (uczelnie), a także przez osoby prywatne.
| Typ muzeum                                     | Placówki |
| ---------------------------------------------- | --- |
| Muzea archeologiczne i historyczne             | - Historyczne Zbiory Metrologiczne Głównego Urzędu Miar w Warszawie - Muzeum Adwokatury Polskiej w Warszawie - Muzeum Czar PRL w Warszawie - Muzeum Akademii Sztuk Pięknych w Warszawie - Muzeum Dulag 121 w Pruszkowie - Muzeum Harcerstwa w Warszawie - Muzeum Historii Medycyny Warszawskiego Uniwersytetu Medycznego - Muzeum Historii Polski w Warszawie - Muzeum Historii Polskiego Ruchu Ludowego w Warszawie - Muzeum Historii Spółdzielczości w Polsce - Muzeum Historii Żydów Polskich w Warszawie - Muzeum Historyczne w Legionowie - Muzeum Historyczne w Przasnyszu - Muzeum Katyńskie w Warszawie (oddział Muzeum Wojska Polskiego w Warszawie) - Muzeum Literatury im. Adama Mickiewicza w Warszawie - Instytut Dokumentacji i Studiów nad Literaturą Polską - Muzeum Małachowianki w Płocku - Muzeum Narodowe w Warszawie - Muzeum Wnętrz w Otwocku Wielkim - Muzeum Niepodległości w Warszawie - Mauzoleum Walki i Męczeństwa w Warszawie - Muzeum X Pawilonu Cytadeli Warszawskiej - Muzeum Więzienia Pawiak - Muzeum Politechniki Warszawskiej - Muzeum Polskich Linii Lotniczych LOT w Warszawie - Muzeum Powstania Warszawskiego - Fotoplastikon Warszawski - Muzeum Starożytnego Hutnictwa Mazowieckiego w Pruszkowie - Muzeum Szkoły Głównej Gospodarstwa Wiejskiego w Warszawie - Muzeum Szlachty Mazowieckiej w Ciechanowie - Muzeum Pozytywizmu na Gołotczyźnie - Muzeum Utracone w Warszawie - Muzeum Uniwersytetu Kardynała Stefana Wyszyńskiego w Warszawie - Muzeum Uniwersytetu Warszawskiego - Muzeum Walki i Męczeństwa w Treblince - Muzeum Warszawy - Barbakan w Warszawie - Centrum Interpretacji Zabytku w Warszawie - Cmentarz-Mauzoleum w Palmirach - Muzeum Warszawskiej Pragi - Muzeum Woli - Ośrodek Dokumentacji i Badań Korczakianum w Warszawie - Państwowe Muzeum Archeologiczne w Warszawie - Żydowski Instytut Historyczny w Warszawie |
| Muzea biograficzne                             | - Dom Urodzenia Fryderyka Chopina w Żelazowej Woli - Izba Pamięci Marii Kownackiej w Warszawie - Izba Pamięci Pułkownika Ryszarda Kuklińskiego w Warszawie - Muzeum Andrzeja Struga w Warszawie (oddział Muzeum Literatury im. Adama Mickiewicza w Warszawie) - Muzeum Błogosławionego Ks. Jerzego Popiełuszki w Warszawie - Muzeum Fryderyka Chopina w Warszawie - Salonik Chopinów w Warszawie - Muzeum gen. Władysława Sikorskiego w Warszawie - Muzeum im. Anny i Jarosława Iwaszkiewiczów w Stawisku - Muzeum im. Oskara Kolberga w Przysusze (oddział Muzeum Wsi Radomskiej w Radomiu) - Muzeum im. Tadeusza Kościuszki w Maciejowicach - Muzeum im. Zofii i Wacława Nałkowskich w Wołominie - Muzeum Jana Kochanowskiego w Czarnolesie (oddział Muzeum im. Jacka Malczewskiego w Radomiu) - Muzeum Józefa Piłsudskiego w Sulejówku - Muzeum Kazimierza Pułaskiego w Warce - Muzeum Lat Dziecięcych Kardynała Stefana Wyszyńskiego w Zuzeli - Muzeum Marii Dąbrowskiej w Warszawie (oddział Muzeum Literatury im. Adama Mickiewicza w Warszawie) - Muzeum Marii Skłodowskiej-Curie w Warszawie - Muzeum św. Maksymiliana (Był człowiek) w Niepokalanowie - Muzeum św. Faustyny w Płocku - Muzeum Witolda Gombrowicza we Wsoli (oddział Muzeum Literatury im. Adama Mickiewicza w Warszawie) - Muzeum Władysława Broniewskiego w Warszawie (oddział Muzeum Literatury im. Adama Mickiewicza w Warszawie) - Salon Tadeusza Boya-Żeleńskiego w Warszawie - Społeczne Muzeum Konstantego Laszczki w Dobrem |
| Muzea etnograficzne oraz skanseny              | - Muzeum Architektury Drewnianej Regionu Siedleckiego w Nowej Suchej - Muzeum Polskiej Sztuki Ludowej w Otrębusach - Muzeum Wsi Mazowieckiej w Sierpcu - Muzeum Małego Miasta w Bieżuniu - Muzeum Wsi Radomskiej w Radomiu - Państwowe Muzeum Etnograficzne w Warszawie - Prywatne Muzeum „Tomala” w Kadzidle - Skansen budownictwa puszczańskiego w Granicy - Skansen Kultury Ludowej i Ziemiańskiej w Kuligowie - Skansen Ziemi Sokołowskiej w Sokołowie Podlaskim |
| Muzea przyrodnicze, geologiczne i geograficzne | - Muzeum Afryki w Sobanicach - Muzeum Azji i Pacyfiku w Warszawie - Muzeum Ewolucji PAN w Warszawie - Muzeum i Instytut Zoologii Polskiej Akademii Nauk - Muzeum Geologiczne Państwowego Instytutu Geologicznego w Warszawie - Muzeum Wydziału Geologii UW w Warszawie - Muzeum Ziemi PAN w Warszawie - Salezjańskie Muzeum Misyjne w Warszawie |
| Muzea regionalne i miejskie                    | - Centrum Regionalne w Zwoleniu - Izba Pamięci Ziemi Mszczonowskiej w Mszczonowie - Muzeum Garnizonu i Ziemi Ostrowskiej w Ostrowi Mazowieckiej - Muzeum Historyczne w Legionowie - Muzeum im. Jacka Malczewskiego w Radomiu - Muzeum Małego Miasta w Bieżuniu - Muzeum Mazowieckie w Płocku - Muzeum Mazowsza Zachodniego w Żyrardowie - Muzeum Parafialne w Łaskarzewie - Muzeum Regionalne w Iłży - Muzeum Regionalne w Kozienicach - Muzeum Regionalne w Nowym Mieście nad Pilicą - Muzeum Regionalne w Piasecznie - Muzeum Regionalne w Pułtusku - Muzeum Regionalne w Siedlcach - Muzeum Stara Plebania w Karczewie - Muzeum Wisły w Wyszogrodzie - Muzeum Ziemi Garwolińskiej w Miętnem - Muzeum Ziemi Mińskiej w Mińsku Mazowieckim - Muzeum Ziemi Otwockiej w Otwocku - Muzeum Ziemi Sochaczewskiej i Pola Bitwy nad Bzurą w Sochaczewie - Muzeum Ziemi Zawkrzeńskiej w Mławie - Regionalne Muzeum Etnograficzne w Górze Kalwarii - Społeczne Muzeum Ziemi Gąbińskiej - Społeczne Muzeum Ziemi Tłuszczańskiej w Tłuszczu |
| Muzea sakralne i religijne                     | - Muzeum Diecezjalne w Płocku - Muzeum Diecezjalne w Siedlcach - Muzeum Jana Pawła II i Prymasa Wyszyńskiego w Warszawie - Muzeum Ordynariatu Polowego w Warszawie - Muzeum Warszawskiej Metropolii Prawosławnej - Muzeum Ikon w Warszawie - Muzeum Warszawskiej Prowincji Kapucynów w Zakroczymiu - Muzeum Zgromadzenia Sióstr Matki Bożej Miłosierdzia w Warszawie - Państwowe Muzeum Archeologiczne w Warszawie |
| Muzea sztuki                                   | - Biblioteka, Muzeum i Archiwum Warszawskiego Towarzystwa Muzycznego w Warszawie - Centrum Rzeźby Polskiej w Orońsku - Centrum Sztuki Współczesnej Zamek Ujazdowski w Warszawie - Mazowieckie Centrum Sztuki Współczesnej „Elektrownia” - Muzeum Karykatury w Warszawie - Muzeum Kolekcji im. Jana Pawła II w Warszawie - Muzeum Plakatu w Wilanowie (oddział Muzeum Narodowego w Warszawie) - Muzeum Rzeźby im. Xawerego Dunikowskiego w Królikarni (oddział Muzeum Narodowego w Warszawie) - Muzeum Sztuki Dziecka w Warszawie - Muzeum Sztuki Nowoczesnej w Warszawie - Muzeum Sztuki Współczesnej w Radomiu (oddział Muzeum im. Jacka Malczewskiego w Radomiu) - Muzeum Teatralne w Warszawie - Prywatne Muzeum w Petrykozach |
| Muzea oraz skanseny techniki                   | - Centrum Nauki Kopernik w Warszawie - Muzeum Cechu Rzemiosł Skórzanych w Warszawie - Muzeum Drukarstwa Warszawskiego w Warszawie (oddział Muzeum Warszawy) - Muzeum Farmacji im. mgr Antoniny Leśniewskiej w Warszawie (oddział Muzeum Warszawy) - Muzeum Gazownictwa w Warszawie - Muzeum Kolei Wąskotorowej w Sochaczewie - Muzeum Kolejnictwa w Warszawie - Muzeum Komunikacji w Warszawie - Muzeum Lniarstwa im. Filipa de Girarda w Żyrardowie - Muzeum Ludowych Instrumentów Muzycznych w Szydłowcu - Muzeum Łowiectwa i Jeździectwa w Warszawie - Muzeum Nurkowania w Warszawie - Muzeum Papiernictwa w Konstancinie-Jeziornie - Muzeum Pojazdów Konnych w Pilaszkowie - Muzeum Policji w Warszawie (oddział Muzeum Narodowego w Warszawie) - Muzeum Pożarnictwa w Kotuniu - Muzeum Pożarnictwa w Warszawie - Muzeum Przemysłu i Rolnictwa w Warszawie - Muzeum Rzemiosł Artystycznych i Precyzyjnych w Warszawie - Narodowe Muzeum Techniki w Warszawie - Muzeum Motoryzacji w Warszawie - Zabytkowa Huta Żelaza w Chlewiskach - Muzeum Warszawskiego Przedsiębiorstwa Geodezyjnego - Muzeum Warszawskiej Kolei Dojazdowej w Grodzisku Mazowieckim - Prywatne Muzeum Kowalstwa w Warszawie - Prywatne Muzeum Motoryzacji i Techniki w Otrębusach - Skansen Leśnej Kolei Wąskotorowej w Pionkach - Warszawskie Muzeum Chleba |
| Muzea wojskowe                                 | - Muzeum 2 Korpusu Polskiego w Józefowie - Muzeum 7. Pułku Ułanów Lubelskich w Mińsku Mazowieckim - Muzeum Kampanii Wrześniowej i Twierdzy Modlin w Nowym Dworze Mazowieckim - Muzeum Oręża i Techniki Użytkowej w Kobyłce - Muzeum Techniki Wojskowej i Cywilnej w Markach - Muzeum Wojska Polskiego w Warszawie - Muzeum Polskiej Techniki Wojskowej w Warszawie - Park Militarny Rembertów - Sala Tradycji Dowództwa Garnizonu Warszawa - Skansen bojowy 1 Armii Wojska Polskiego w Mniszewie |
| Muzea zamkowe i pałacowe                       | - Łazienki Królewskie w Warszawie - Muzeum Dworu Polskiego w Pilaszkowie - Muzeum Pałacu Króla Jana III w Wilanowie - Muzeum Romantyzmu w Opinogórze - Muzeum w Nieborowie i Arkadii (oddział Muzeum Narodowego w Warszawie) - Muzeum Zamku i Szpitala Wojskowego na Ujazdowie - Pałac Pod Blachą w Warszawie - Zamek Królewski w Warszawie - Zamek w Ciechanowie - Zamek w Liwie |
| Inne muzea                                     | - Gabinet Numizmatyczny Mennicy Polskiej w Warszawie - Muzeum Historyczno-Przyrodnicze „Pamiątka” w Izabelinie - Muzeum Jazzu w Warszawie - Muzeum Książki Dziecięcej w Warszawie - Muzeum Legii Warszawa im. Wiktora Bołby - Muzeum Palindromów w Nowej Wsi - Muzeum Pamiątek Turystycznych PTTK w Radomiu - Muzeum Polskiej Wódki w Warszawie - Muzeum Sportu i Turystyki w Warszawie - Muzeum Żaby w Żabiej Woli - Park Miniatur Województwa Mazowieckiego w Warszawie - Muzeum Prywatne Diabła Polskiego „Przedpiekle” w Warszawie - Neon Muzeum w Warszawie - Szkolne Muzeum Gwizdka w Gwizdałach |